# NGC 1998
NGC 1998 je galaksija u zviježđu Slikarskom stalku.

## Vanjske poveznice
- SEDS: NGC 1998